# Bloomfield Road
Bloomfield Road er et fodboldstadion i Blackpool i England, der er hjemmebane for League One-klubben Blackpool F.C. Stadionet har plads til 16.500 tilskuere. Det blev indviet i år 1899.